# Лауниц, Михаил Васильевич Шмидт фон дер
Михаил Васильевич Шмидт фон дер Лауниц (1843—1911) — генерал от кавалерии Русской императорский армии; участник Русско-турецкой и Русско-японской войн; член Александровского комитета о раненых.

## Биография
Михаил Васильевич Шмидт фон дер Лауниц родился в 1843 году в дворянской семье; сын генерала Василия Фёдоровича фон дер Лауница. Православный. Образование получил в Пажеском корпусе и Николаевской академии генерального штаба.
Воинскую службу начал корнетом в Гродненский лейб-гвардии гусарском полку, по окончании академии занимал различные должности по генеральному штабу.
Во время русско-турецкой войны 1877—1878 гг. командовал 7-м гусарским Белгородским полком, с 2 эск-нами которого участвовал в схватке у деревни Орман-Куюса (по дороге к городу Хаджи-Оглу-Базарджик) с неприятельской кавалерией, которую атаковал и рассеял. Заслуги Михаила Васильевича Шмидта фон дер Лауница в войне с Турцией были отмечены Золотым оружием «За храбрость» и чином генерал-майора.
После войны Лауниц был начальником штабов XV и XX армейских корпусов и начальником 1-й кавалерийской дивизии, проявив на этом посту выдающуюся энергию и большую требовательность к коннице, в силу которой, как боевого фактора, он верил. Он требовал от кавалерии большой подвижности, выносливости и «лихости». 

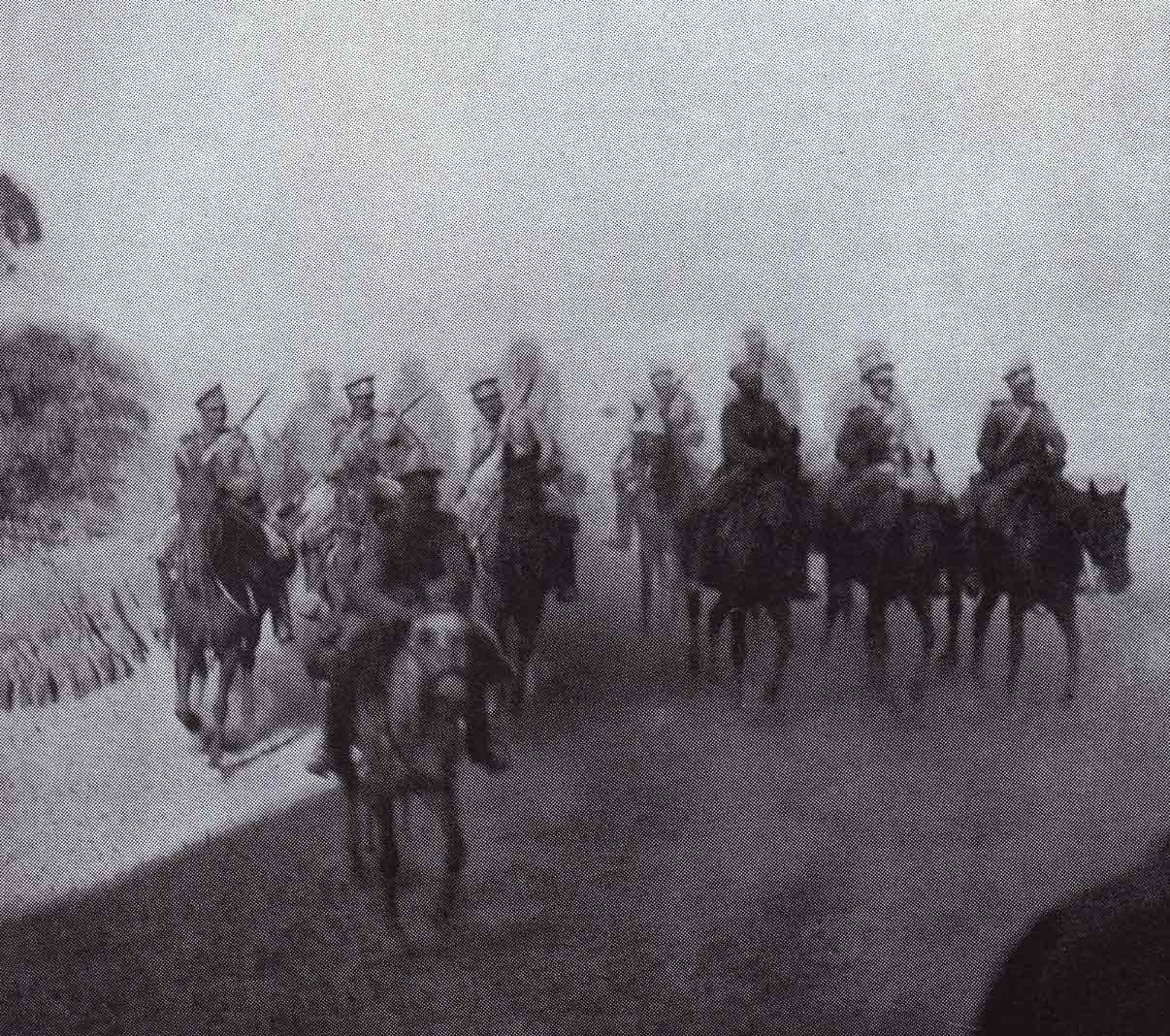
Русская кавалерия под Мукденом

В 1897 году Лауниц был уволен в запас, но в 1903 году снова вернулся на действительную службу и был назначен помощником командующего войсками Виленского военного округа, а в 1904 году стал членом Александровского комитета о раненых.
Война с Японией побудила Лауница покинуть комитет, и он был назначен состоять в распоряжении командующего 2-й Манчжурской армией, с которой принял деятельное участие в сражении при Сандепу и битве под Мукденом, командуя отдельными отрядами. Сформированные на скорую руку во время войны конно-охотничьи команды были предметом особого внимания Лауница; он внимательно следил за их обучением верховой езде, уходе за лошадьми и малознакомой охотникам стрельбой с коней. Затишье после Мукденского отступления дало Лауницу возможность довести и эти наскоро сформированные части до надлежащей высоты. Быстроту, подвижность и находчивость он требовал от охотников, как от заправских кавалеристов: «Нашему солдату только покажи, он всё сделает», часто говорил генерал Лауниц. По опыту турецкой войны, зная причины распространения среди солдат эпидемических болезней, он требовал идеальной чистоты биваков. Придавая серьезное значение духовно-нравственному развитию нижних чинов, он добился постройки из гаолянских циновок походных церквей во всех частях русских войск.
Наградою ему за эту войну было золотое оружие с бриллиантами. По окончании войны он вновь вернулся в Александровский комитет о раненых.
Михаил Васильевич Шмидт фон дер Лауниц умер 18 сентября 1911 года в городе Москве.